# День Святого Духа

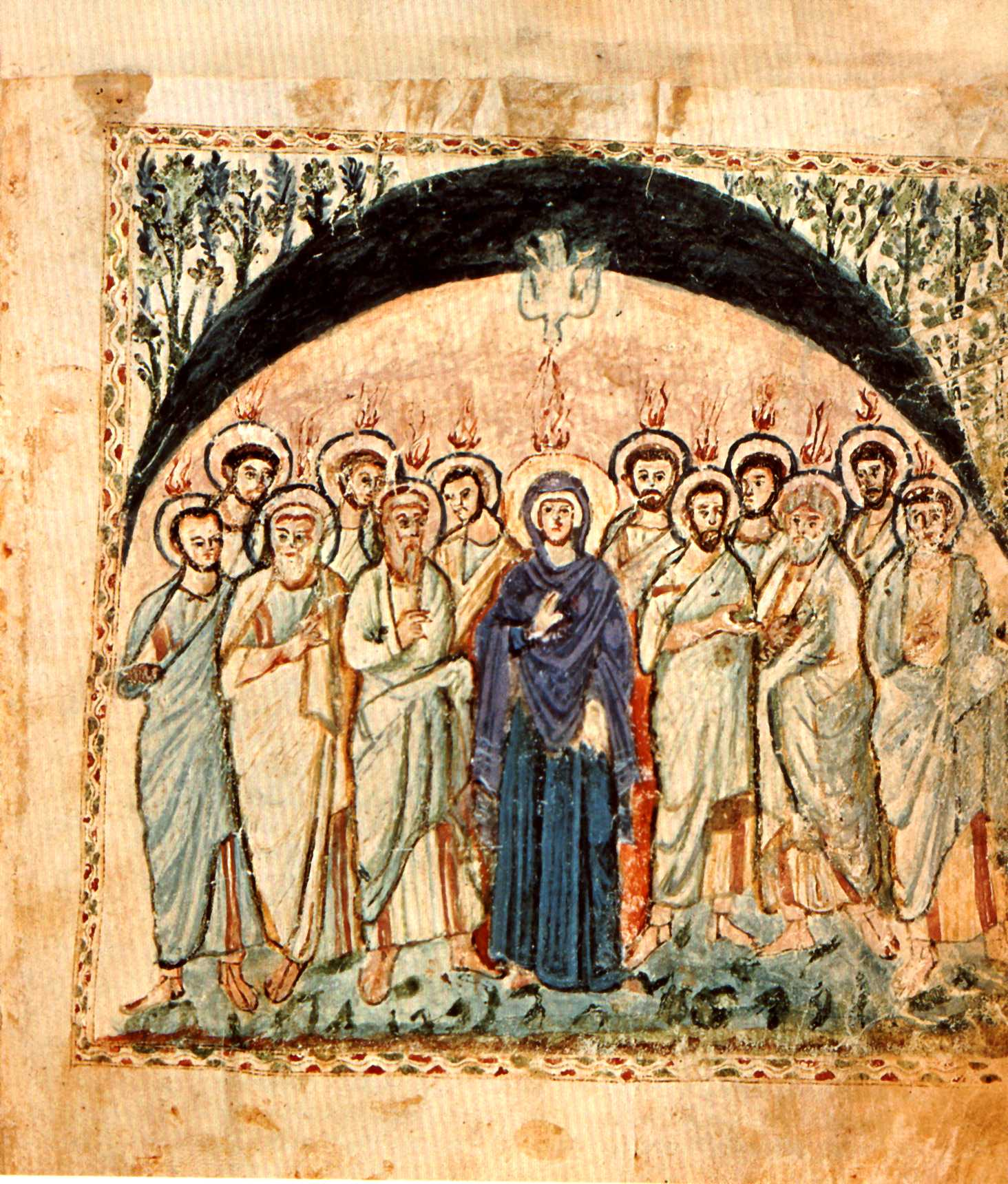
Сходження Святого Духа

Свя́то Свято́го Ду́ха, Ду́хів День, Богоду́хів день — давнє християнське свято. Це свято, яке у народі також називають «Духів день» є особливим церковним святом на честь третьої Особи Трійці. Згідно з православним ученням, саме сходження Святого Духа на апостолів явило піклування Триєдиного Бога: Бог Отець творить світ, Бог Син спокутує людей від рабства дияволу, а Бог Дух Святий освячує світ через церкву. В цей день заборонена будь-яка робота.
Свято Святого Духа відзначається за стародавньою християнською традицією українським народом та усім східним християнством (православ'ям, греко-католицизмом, старообрядництвом) на п'ятдесят перший день після Великодня, або у понеділок, який йде за недільним днем Святої Трійці та П'ятидесятниці.
У Східній Православній Церкві Світлий понеділок відомий як "понеділок Святого Духа" або "День Святого Духа" і є першим днем після П'ятидесятниці, присвяченим саме вшануванню Бога Святого Духа і, зокрема, в пам'ять про його зішестя на апостолів у день П'ятидесятниці. Наступний день відомий як Третій день Трійці. На богослужіннях у понеділок Святого Духа співають багато тих самих піснеспівів, що й у день самої П'ятидесятниці. Під час Божественної Літургії диякон виголошує той самий інтродукт, що й у день П'ятидесятниці, а відпуст - той самий, що й у день П'ятидесятниці. Особливі канони до Святого Духа співаються на вечірні та утрені. 

## Прикмети
За народним повір'ям, погода на Духів день визначає, якою вона буде усе літо.